# Thematic Apperception Test
Pour les articles homonymes, voir TAT.
 (janvier 2017).
Si vous disposez d'ouvrages ou d'articles de référence ou si vous connaissez des sites web de qualité traitant du thème abordé ici, merci de compléter l'article en donnant les références utiles à sa vérifiabilité et en les liant à la section « Notes et références ».
Le Thematic Apperception Test (TAT) est un test projectif utilisé par les psychologues cliniciens. Selon Nina Rausch de Traubenberg « Les méthodes projectives sont un lieu où la théorie s'incarne dans un discours. »
Le principe est de montrer des planches, dessins figuratifs représentant des situations sociales variées et ambiguës, et de demander au sujet de raconter une histoire à partir de ces planches, ce qui est appelé passation. 
Après la passation, plusieurs méthodes d'interprétation peuvent être utilisées. Le psychologue clinicien fait généralement passer le test de Rorschach et le TAT ensemble, dont il analyse chacune des productions pour arriver à une synthèse.
Le Rorschach est ainsi le plus souvent utilisé comme outil diagnostic avec le TAT pour l'examen psychologique qui se conclut par un rapport d'analyses avec conclusion. L'examen psychologique sert au diagnostic, à l'indication d'un traitement, ou encore à étayer le travail d'expertises : justice, assurances, etc. L'examiné doit être dûment informé du contexte et de ce à quoi l'examen servira. 
Cela dit, définir le TAT comme un simple outil diagnostic serait réducteur, car il permettrait de comprendre, au-delà de la structure du sujet, sa dynamique propre.

## Histoire
Henry Murray, médecin et biochimiste, élabore le TAT en 1935. Il se fonde sur une théorie de la dualité des besoins de l'individu.
Puis, sera adoptée une démarche psychanalytique. L'Ego-psychology a travaillé l'interprétation de ce test, en se centrant sur le mécanisme de défense : il s'agit d'interroger la réponse comme défense face à un vécu affectif délicat. D'autres écoles psychanalytiques l'interpréteront en considérant l'opposition entre contenu manifeste et contenu latent : la réponse recèle des éléments permettant d'y voir des problématiques inconscientes. En 1938, Murray en utilisera les résultats pour nourrir sa théorie de la personnalité dans son ouvrage Exploration de la personnalité. C’est en 1943 que fut publiée, toujours par Murray, la forme définitive du test avec son manuel d’application.
Selon cette approche, le TAT révélera notamment la problématique œdipienne. Deux autres points demeurent d'importance : le deuil de l'objet (lié à la position dépressive) et le narcissisme.
L’administration du TAT par Murray, s’opère en deux fois. Dix images différentes sont présentées au sujet à chaque fois. Certaines images sont proposées à tous les sujets, alors que d’autres concernent spécifiquement les adultes, les enfants, les hommes (et les garçons) ou les femmes (et les filles). Les images sont constituées par des dessins, des photographies ou des reproductions de gravure : la majorité de ces planches sont figuratives et mettent en image un ou plusieurs personnages.
La consigne proposée par Murray invite le sujet à raconter une histoire pour chaque planche. Il est recommandé au psychologue de veiller à ce que l’histoire ait un début et une fin, que soit précisé ce qui se passe sur l’image, ce qui s’est passé avant, quel sera le dénouement mais aussi quels sont les sentiments éprouvés par les personnages. Tout en soutenant la procédure par ses questions, le psychologue s’abstient de toute suggestion ou information.
Pour la seconde série, Murray préconise davantage de liberté au sujet, invité alors à se laisser porter par son imagination en inventant des fictions analogues à un mythe, un rêve, un conte, etc. Pour la planche 16 (planche blanche), Murray demande au sujet d’imaginer une gravure puis d’inventer une histoire correspondante. Après la passation de chaque série, le psychologue procède à une enquête pour savoir d’où le sujet a tiré l’idée de son histoire mais les souvenirs personnels, les rêves, les fantaisies plus ou moins constitutives du sujet sont considérées comme les plus significatifs. 
L’interprétation selon Murray implique l’hypothèse selon laquelle les histoires inventées par le sujet sont en fait des évocations déguisées de sa conduite dans la vie réelle. Le problème essentiel du TAT (mais aussi des autres épreuves projectives) se trouve posé là. Murray se demande si les récits TAT constituent une exacte reproduction des conduites réelles des sujets, les psychanalystes s’interrogent et s’opposent quant à la réalité des événements psychiques évoqués dans la cure.
Murray distingue l’analyse formelle et l’analyse de contenu du protocole. L’analyse formelle étudie l’organisation, le style, la richesse des formulations, avec l’objectif d’obtenir des informations sur les qualités intellectuelles du sujet. L’analyse de contenu s’articule autour de cinq points :
1. Motivations, facteurs internes et traits généraux du héros ;
2. Forces de l’entourage exerçant une influence sur le héros ;
3. Déroulement et dénouement de l’histoire ;
4. Analyse des thèmes ;
5. Intérêts et sentiments.

Une fois terminées l’analyse formelle et l’analyse de contenu, le psychologue procède à la synthèse des résultats.

## Reprise parMagda B. Arnold
Le test qui avait été développé pour évaluer l'aptitude des adultes à certaines fonctions militaires a été adapté pour convenir à tout le monde et à des malades mentaux. Magda Arnold a défini cinq domaines d'évaluation: 1) les situations parents-enfants, 2) les situations hétérosexuelles, 3) les situations homosexuelles, 4) les célibataires et 5) les diverses situations autres. Chaque domaine avait une histoire de référence à partir de laquelle on pouvait comparer celle de l'individu testé. Cela permettait d'identifier le problème psychique et, éventuellement, de définir un traitement.

## Orientation de Vica Shentoub
C'est en 1953 que Vica Shentoub reprend le test de Henri Murray pour lui donner une relecture psychanalytique. À l'aide d'une équipe de chercheurs de l'institut de psychologie à Paris, elle collecte et analyse pendant plusieurs années d'innombrables protocoles. Ce travail révélera un corpus de réponses dites banales mais surtout le fait que les contenus des réponses n'ont pas réellement de valeurs discriminantes et/ou diagnostiques. Le plus important est en réalité le style du récit, les procédés utilisés, la manière même de répondre à la consigne et aux stimuli. Il s'agit là d'un véritable renversement par rapport à la perspective de Murray. Dans cette nouvelle orientation, Vica Shentoub reconnaîtra l'influence du psychanalyste américain Roy Schafer. Celui-ci avait reconsidéré le test de Rorschach en proposant un nouvel étayage psychanalytique. Son idée de base, bien qu'alors formalisée au minimum, était d'écouter les réponses du sujet comme un psychanalyste écoute le discours d'un patient. Sans conteste, l'influence de Daniel Lagache fut tout aussi déterminante, notamment pour aller au-delà des apports de l'Ego Psychology.
Ainsi, progressivement, Vica Shentoub et ses collaborateurs, particulièrement Rosine Debray dans les années 1970, construisent une grille ou plutôt un mode original de lecture des protocoles et sans cesse en évolution. Les points fondamentaux furent de distinguer :
- entre un contenu manifeste et un contenu latent,
- de postuler pour chaque planche des variations autour de la problématique œdipienne,
- de repérer les processus de défense et de dégagement à l'œuvre dans la construction du récit,
- d'assigner les configurations de ces processus aux variations de fonctionnements et de structures de la personnalité.

Le fonctionnement psychique du sujet est finalement analysé en tant qu'il est une suite d'oscillations entre un pôle de contrôle (raconter une histoire à partir de la planche) et un pôle de laisser-aller (imaginer cette histoire). Les procédés de défenses ou de dégagement témoignent de ces oscillations sollicitées en partie par l'écart entre contenus latents et contenus manifestes.

Sur le plan technique, Shentoub modifiera les conditions de passation de Murray ainsi que l'utilisation du matériel : elle réduit le nombre de planches de 31 à 18, et de plus, considère que la passation doit se faire en une séance et sans enquête.

## Description des planches sélectionnées par Vica Shentoub
À l'origine, Murray avait utilisé des marques derrière les planches. L'équipe de V. Shentoub les a conservées, même si elles ont perdu toute signification :
- B : pour Boy (garçon de 7 à 14 ans)
- G : pour Girl (fille de 7 à 14 ans)
- F : pour Female (femme adulte)
- M : pour Male (homme adulte)

## Cotation
Le principe de la cotation est de déterminer les mécanismes de défenses utilisés par le sujet. La première feuille de dépouillement, permettant de coter les réponses au test, fut élaborée en 1968 par Vica Shentoub. 
En 1978, Debray y adjoint les procédés factuels. Puis, Foulard, en 1981, considère certains procédés narcissiques. En 1998 et 2000 apparaissent une nouvelle catégorie : l'investissement des limites.
En 2001, Chabert réorganisa la feuille de dépouillement.  

## LeChildren Apperception Test(CAT)
Ce test est une variante du TAT à destination des enfants ( < 7/8 ans). Il a comme différence principale le type de figures utilisées. Celles-ci sont de type animal. La raison est que les jeunes enfants ont une grande capacité à se projeter sur ceux- ci.

## Critiques et limites du TAT
À la différence de la majorité des tests psychométriques, le TAT — mais c'est aussi le cas du test de Rorschach — n'est pas utilisé d'une manière univoque. Selon que l'on se réfère à telle ou telle école, les conditions de passation et d'interprétation diffèrent.
Certains considèrent que ces fluctuations impliquent, d'un point de vue psychométrique, plusieurs faiblesses méthodologiques :
- il n'existe pas de méthode standardisée d'administration ;
- peu de psychologues utilisent l'ensemble des images standards (normalement 20 sur les 30 disponibles) ;
- il existe peu de méthode objective standardisée de cotation des réponses (pas de cotations chiffrées permettant une représentation). Le clinicien dépend donc normalement de ses normes subjectives basées sur son expérience professionnelle personnelle, ce qui permet de discuter la scientificité de ce test. Cependant, il existe un manuel élaboré par le chercheur et clinicien Drew Westen ainsi que son équipe qui permet une cotation objective et quantitative des réponses aux histoires pouvant être utilisé tant en clinique qu'en recherche.

D'autres, généralement des praticiens d'orientation psychanalytique ayant des préoccupations cliniques plutôt que strictement psychométriques, considèrent au contraire que l'introduction des dimensions relationnelles et de la subjectivation raisonnée dans l'interprétation des processus dynamiques confèrent au TAT ses qualités propres.
Il est utile de rappeler qu'au-delà des différences, par exemple entre Murray et Shentoub, les orientations ont toujours été psychanalytiques et non psychométriques, entendues au sens le plus usuel.